# Sankt Veit an der Gölsen
Sankt Veit an der Gölsen osztrák mezőváros Alsó-Ausztria Lilienfeldi járásában. 2019 januárjában 3914 lakosa volt. 

## Elhelyezkedése

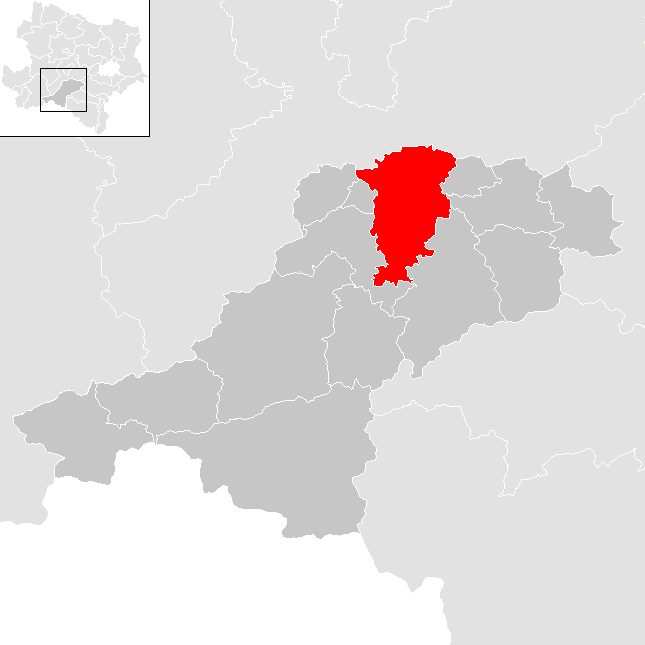
Sankt Veit an der Gölsen a Lilienfeldi járásban

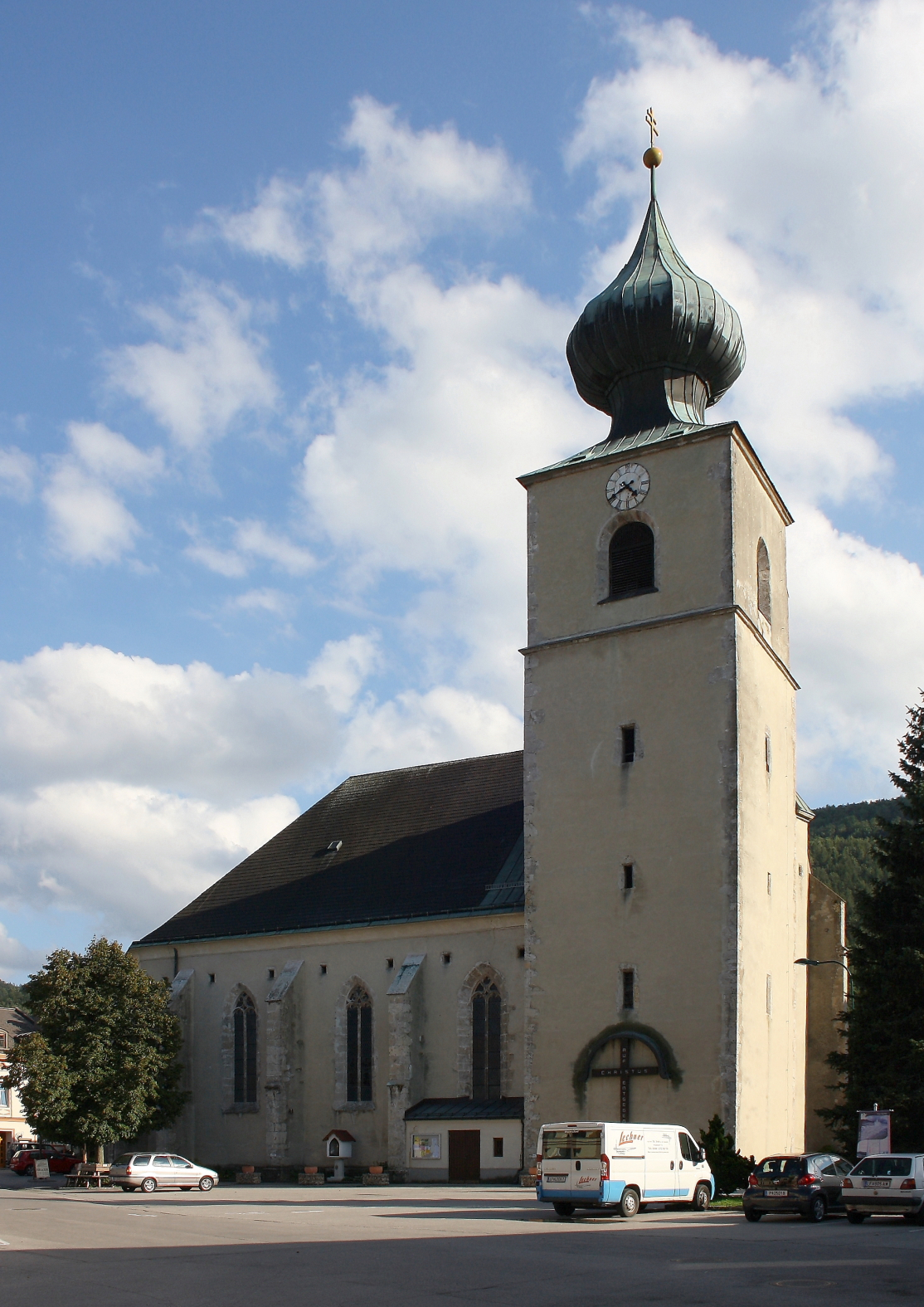
A Szt. Vitus-plébániatemplom

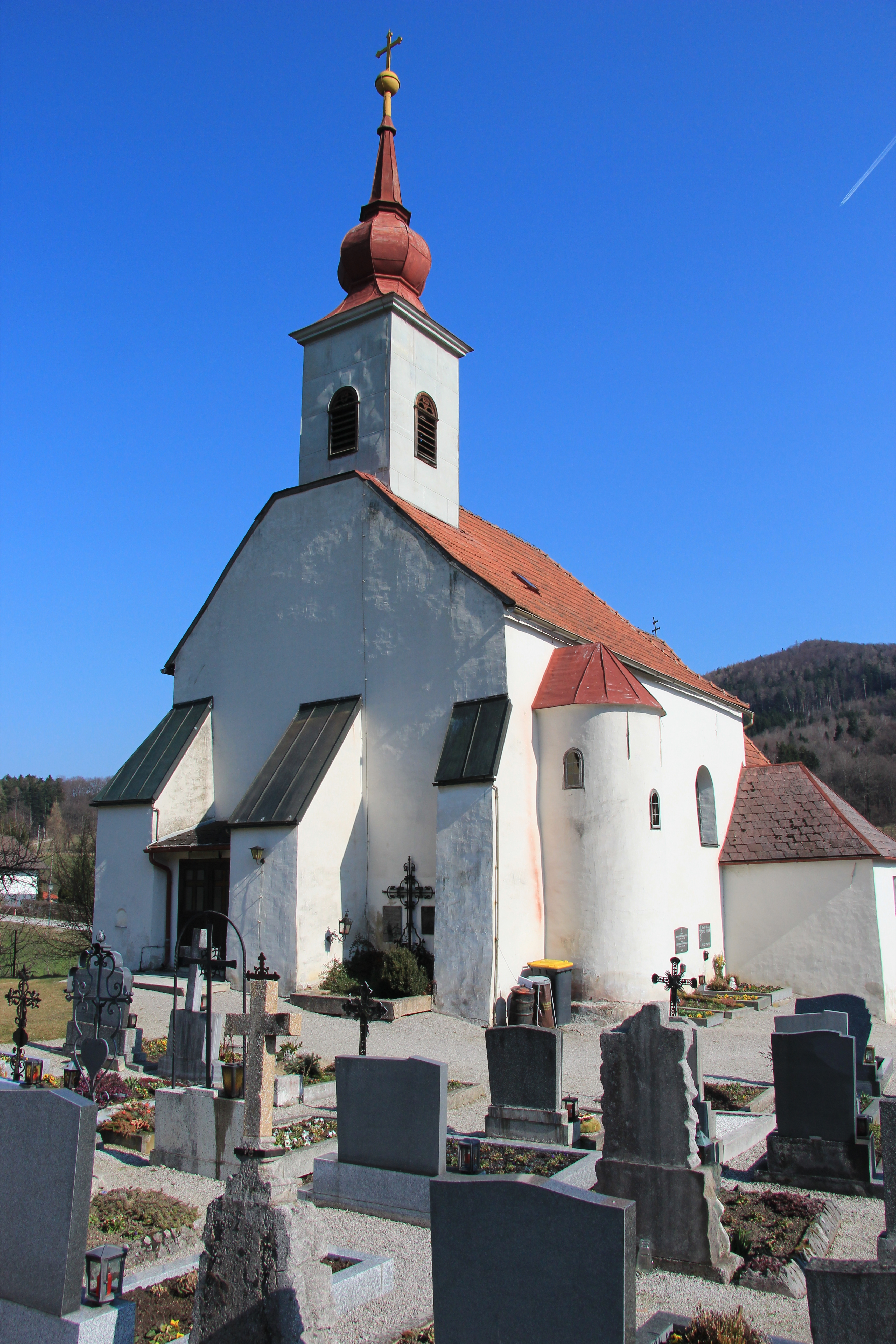
A schwarzenbachi Szt Péter- és Pál-plébániatemplom

Sankt Veit an der Gölsen a tartomány Mostviertel régiójában fekszik a Gutensteini-Alpok és a Bécsi-erdő között, a Gölsen folyó mentén. Területének 56%-a erdő. Az önkormányzat 14 településrészt és falut egyesít: Außer-Wiesenbach (273 lakos 2019-ben), Inner-Wiesenbach (28), Kerschenbach (191), Kropfsdorf (158), Maierhöfen bzw. Mayerhöfen (77), Obergegend (121), Pfenningbach (69), Rainfeld (802), St. Veit an der Gölsen (747), Schwarzenbach an der Gölsen (393), Steinwandleiten (506), Traisenort (89), Wiesenfeld (401) és Wobach (59). 
A környező önkormányzatok: keletre Rohrbach an der Gölsen, délkeletre Hainfeld és Kleinzell, délnyugatra Lilienfeld, nyugatra Traisen és Eschenau, északnyugatra Wilhelmsburg, északra Pyhra és Michelbach.

## Története
Sankt Veit templomát II. Ottokár stájer őrgróf alapította és a falu a templom körül jött létre fokozatosan. Ebben az időben a Gölsen völgye a stájer őrgrófsághoz tartozott, mert II. Lipót osztrák őrgróf ezt adta hozományul lányának, Elisabethnek, aki II. Ottokárhoz ment feleségül. Ottokár csatlósainak, a Hohenstaff, Altenburger és Hohenberger nemzetségeknek adta Hainfeldet és St. Veitet. Az új birtokosak telepeseket hozattak és kiirtatták az erdőt a mezőgazdaság számára. Friedrich von Hohenstaff 1100 körül építtette Staffburg várát, ebben lakott a Hohenstaff család 1202-ig, amikor a birtok a lilienfeldi apátsághoz került. 1192-ben IV. Ottokár örökös nélkül halt meg és Stájerország (vele a Gölsen-völgy) Ausztriához került. 
A törökök Bécs 1529-es és 1683-as ostromakor, valamint Kőszeg ostromakor feldúlták a vidéket. 1588-ban St. Veit már mezővárosi jogokkal rendelkezett. 1679/80-ban pestisjárvány áldozatokat a település lakói közül. 
A vasút 1877-ben érte el St. Veit-et, a Südwestbahn kiépülésével. A második világháború végén, 1945 április 18 és május 8 között a mezőváros hetekre a frontvonalba került.

## Lakosság
A Sankt Veit an der Gölsen-i önkormányzat területén 2019 januárjában 3914 fő élt. A lakosságszám 1981 óta gyarapodó tendenciát mutat. 2017-ben a helybeliek 93,4%-a volt osztrák állampolgár; a külföldiek közül 1,1% a régi (2004 előtti), 2,2% az új EU-tagállamokból érkezett. 1,3% a volt Jugoszlávia (Szlovénia és Horvátország nélkül) vagy Törökország, 2% egyéb országok polgára volt. 2001-ben a lakosok 81,4%-a római katolikusnak, 3,8% evangélikusnak, 1,5% mohamedánnak, 11,5% pedig felekezeten kívülinek vallotta magát. Ugyanekkor 7 magyar élt a mezővárosban; a legnagyobb nemzetiségi csoportot a német (96,5%) mellett a törökök alkották 1,3%-kal.
A népesség változása:

| 2016 | 3 926 |
| 2018 | 3 915 |

## Látnivalók
- a Szt. Vitus-plébániatemplom
- a schwarzenbachi Szt Péter- és Pál-plébániatemplom

## Fordítás
- Ez a szócikk részben vagy egészben  a   Sankt Veit an der Gölsen című német Wikipédia-szócikk ezen változatának fordításán alapul.  Az eredeti cikk szerkesztőit annak laptörténete sorolja fel. Ez a jelzés csupán a megfogalmazás eredetét és a szerzői jogokat jelzi, nem szolgál a cikkben szereplő információk forrásmegjelöléseként.